# Моюела
Моюела (ісп. Moyuela) — муніципалітет в Іспанії, у складі автономної спільноти Арагон, у провінції Сарагоса. Населення — 260 осіб (2010).
Муніципалітет розташований на відстані близько 250 км на схід від Мадрида, 60 км на південь від Сарагоси.

## Демографія
Динаміка населення (INE ):